# 露露 (佛羅里達州)
露露（英語：Lulu）是位於美國佛羅里達州哥倫比亞縣的一個非建制地區。該地的面積和人口皆未知。

## 地理
露露的座標為30°06′27″N 82°29′28″W / 30.10750°N 82.49111°W，而該地的平均海拔高度為47米（即154英尺）。